# 47 Pułk Piechoty (LWP)
47 pułk piechoty (47 pp) – oddział piechoty ludowego Wojska Polskiego.

## Formowanie i zmiany organizacyjne
Pułk sformowany został wiosną 1945, w Fordonie, w składzie 14 Dywizji Piechoty, według etatu nr 05/551 – sowieckiego pułku strzeleckiego. W październiku 1945 oddział dyslokowany został do Świecia, a w połowie następnego do Białej Podlaskiej, do koszar przy ulicy Warszawskiej. W 1949 jednostka przeniesiona została do koszar przy ulicy Kościuszki w Szczecinku. Z dniem 1 września 1952 oddział przeformowany został w 47 pułk zmechanizowany.

## Żołnierze pułku
Dowódca pułku
- ppłk Litarion Nowiski

Oficerowie pułku
- Czesław Waryszak
- Józef Cwetsch

## Skład etatowy i sprzęt
- dowództwo i sztab
- 3 bataliony piechoty

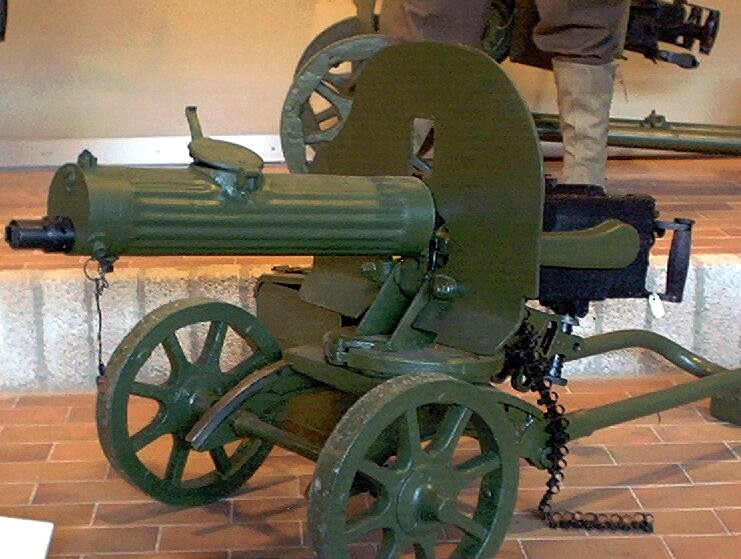
Maxim - podstawowy ckm pułku

- kompanie: dwie fizylierów, przeciwpancerna, rusznic ppanc, łączności, sanitarna, transportowa
- baterie: działek 45 mm, dział 76 mm, moździerzy 120 mm
- plutony: zwiadu konnego, zwiadu pieszego, saperów, obrony pchem, żandarmerii

Pułk liczył 2915 żołnierzy (w tym oficerów – 276, podoficerów 872, szeregowców – 1765).
Według etatu pułk miał posiadać 162 rkm, 54 ckm, 66 rusznic ppanc, 12 armat ppanc 45 mm, 4 armaty 76 mm, 18 moździerzy 50 mm, 27 moździerzy 82 mm, 8 moździerzy 120 mm.